# Sergej Bělov
Sergej Alexandrovič Bělov, rusky Серге́й Алекса́ндрович Бело́в (23. ledna 1944, Naščekovo – 3. října 2013, Perm) byl ruský basketbalista.
Se sovětskou basketbalovou reprezentací získal zlato na olympijských hrách v Mnichově roku 1972, dvakrát vyhrál mistrovství světa (1967, 1974) a čtyřikrát mistrovství Evropy (1967, 1969, 1971, 1979). Na klubové úrovni hrál za Uralmaš Sverdlovsk (1964–1967) a CSKA Moskva (1968–1980). S CSKA dvakrát vyhrál Pohár evropských mistrů (dnes Euroliga), a to v letech 1969 a 1971. Jedenáctkrát s ním získal titul mistra SSSR (1969, 1970, 1971, 1972, 1973, 1974, 1976, 1977, 1978, 1979, 1980). Roku 1991 byl zvolen nejlepším basketbalistou federace FIBA všech dob. V roce 2007 byl uveden do její Síně slávy. V roce 1980 zapaloval olympijský oheň na olympijských hrách v Moskvě roku 1980.